# Розенберг, Артур
Артур Розенберг (нем. Arthur Rosenberg; 19 декабря 1889, Берлин, Германская империя — 7 февраля 1943, Нью-Йорк, США) — немецкий марксистский историк и политик.

## Биография
Розенберг родился в еврейской семье, но был крещён в протестантской вере. Учился в Асканийской гимназии; после её окончания поступил в берлинский университет Фридриха-Вильгельма, где изучал античную историю и археологию. Параллельно с учёбой активно участвовал в еврейском молодёжном движении. В 1911 году защитил докторскую диссертацию на тему «Исследования настроений среди римских центурионов», а через два года прошёл у Эдуарда Мейера хабилитацию по античной истории с диссертацией «Государство древних италийцев».
С началом Первой мировой войны поддался всеобщей националистической истерии, подписал ряд проправительственных петиций и был призван в армию, где впоследствии стал противником войны. В 1918 году вступил в Независимую социал-демократическую партию Германии, а в 1920 году с большей частью НСДПГ перешёл в Коммунистическую партию Германии. Входил в Центральный комитет КПГ и Исполнительный комитет Коминтерна.
В компартии Розенберг занимал ультралевые позиции, находясь под сильным влиянием теоретика раннего неомарксизма Карла Корша. Впоследствии вслед за Коршем определял сталинистский Советский Союз как государственно-капиталистический и переродившийся в русле национал-большевизма. В 1924—1928 годах член рейхстага — сначала от КПГ, а с 1927 года, после выхода из её рядов, — как независимый депутат, определяя себя как демократический социалист. Входил в состав комитета по расследованию причин поражения Германии в Первой мировой войне.
Из-за левой политической ангажированности Розенберг длительное время оставался отлучённым от консервативной академической среды и только в 1931 году был принят профессором истории в Берлинский университет.
В своём анализе исторического развития Германии Розенберг опирался на определение кайзеровской империи как бонапартистской диктатуры прусского юнкерства и крупной буржуазии. Он отстаивал взгляд на Ноябрьскую революцию 1918 года как на возможную, но уничтоженную в зародыше альтернативу как буржуазной демократии, так и большевизму. Поэтому он критиковал Социал-демократическую партию Германии за компромисс с правящими классами и непонимание невозможности строить «революционное государство с опорой на юридически-чиновничий аппарат прежней системы». С другой стороны, он скептически оценивал и развитие СССР, в котором социально-экономическая отсталость и вызванная войной разруха предопределили подмену власти демократических Советов диктатурой партии, превратившей Советы в «декоративный символ». Считал, что бюрократический аппарат принуждения противоречит Марксовому пониманию социализма: «Или живая демократия, истинное правление Советов, или правление аппарата. Третьего в России не было и не будет».
В 1932 году выпустил книгу «История большевизма: от Маркса до современности», в которой писал:
Империя большевиков похожа на королевство из бессмертной сказки Андерсена. Король может разгуливать голым, поскольку те, кто не видит его мнимый наряд, объявляются вне законов морали. Так король шествует по большевистской империи, а справа и слева от него идут партийные сановники, загораживая его от тех, кто осмелится крикнуть: «Да ведь он же совсем голый!»
После прихода нацистов к власти в 1933 году ими была сожжена книга Розенберга «Происхождение Германской республики. 1871—1918», а сам Розенберг был уволен из университета Фридриха-Вильгельма как еврей и социалист. Это вынудило его иммигрировать в Швейцарию. В следующем году он переехал в Англию и начал преподавать античную историю в Ливерпульском университете. С 1937 года преподавал в Бруклинском колледже в Нью-Йорке, где и скончался в 1943 году.
В эмиграции в 1938 году издал два своих последних крупных труда — «Демократия и социализм» и «Демократия и классовая борьба». В них он развил оригинальную концепцию типологии демократических режимов. Исходя из того, что демократия существует не как некая абстрактная и внеклассовая категория, а как определённое политическое движение, выражающее интересы конкретных социально-классовых групп, Артур Розенберг выделял пять типов демократии, из которых подлинной считал только не реализованную ещё социалистическую демократию — подлинное самоуправление, основанное на общественной собственности на средства производства. Среди буржуазных типов демократии он называл социальную, либеральную, империалистическую и колониальную демократии.

## Сочинения
- Demokratie und Klassenkampf im Altertum. — Bielefeld, 1921.
- Die Entstehung der deutschen Republik 1871—1918. — Berlin, 1928.
- Entstehung und Geschichte der Weimarer Republik, 1928—1935.
- Geschichte des Bolschewismus: Von Marx bis zur Gegenwart. — Berlin, 1932.
- Der Faschismus als Massenbewegung: sein Aufstieg und seine Zersetzung. — Karlsbad, 1934.
- Geschichte der deutschen Republik. — Karlsbad, 1935.
- Demokratie und Sozialismus. — Amsterdam, 1938.
- Demokratie und Klassenkampf, 1938.